# Країна туманів
«Країна туманів» (англ. The Land of Mist) — фантастичний роман шотландського письменника  Артура Конана Дойла, написаний 1926.
Третій твір з циклу творів про професора Челенджера. У центрі розповіді дочка професора Енід і його старий друг Едуард Мелоун. Інший друг із Загубленого світу (першого твору циклу), лорд Джон Рокстон, з'являється у другій половині роману.

## Спіритуалізм
Твір написано під значним впливом зростальної віри Дойла у спіритуалізм після смерті його сина, брата і двох племінників у Першій світовій війні. У романі описується, як Челленджер спочатку різко та негативно ставився до спіритизму, але під тиском незаперечних доказів став прихильником цього вчення (приставши тим самим на позиції, які до кінця життя поділяв сам Конан-Дойл).

## Челленджер
Конан-Дойл описує Челленджера як вченого-енциклопедиста, який має глибокі пізнання практично у всіх областях природничих наук: медицині, біології, фізиці, хімії, геології тощо. Автор також підкреслює його велику фізичну силу й нестриману удачу. Попри деякий надлишок самовпевненості, він відрізняється високою науковою принциповістю, що дозволяє йому визнавати свої помилки при наявності вагомих аргументів на користь його опонентів.
Як і у Шерлока Холмса, у професора Челленджера також був реальний прототип — ним уважається професор фізіології Вільям Резерфорд (англ. William Rutherford), який читав лекції в університеті Единбурга, коли Конан-Дойл вивчав там медицину.